# Patrick Torreilles
Pas d'image ? Cliquez ici

a Compétitions nationales et continentales officielles uniquement.

b Matchs officiels uniquement.
Patrick Torreilles, né le 26 septembre 1969 à Perpignan, est un joueur et entraîneur de rugby à XIII.
Formé au rugby à XV à l'USA Perpignan, il devient un grand joueur du rugby à XIII français des années 1990, il effectue sa carrière à Pia et Saint-Estève avec lequel il remporte plusieurs titres de Championnat de France et Coupe de France. En 1996, il intègre le projet Paris Saint-Germain Rugby League qui évolue en Super League.
Fort de ses performances en club, il est un joueur régulier de l'équipe de France dans les années 1990 en prenant part à la Coupe du monde 1989-1992 et 1995.

## Biographie
Son fils Allan Torreilles est également joueur de rugby à XIII.

## Palmarès
- Collectif :
  - Vainqueur du Championnat de France : 1995 (Pia), 1997 et 1998 (Saint-Estève).
  - Vainqueur de la Coupe de France : 1995 (Pia) et 1998 (Saint-Estève).
  - Finaliste du Championnat de France : 1994 (Pia) et 2000 (Saint-Estève).

### Détails en sélection
| 1.  | 7 juillet 1991   | Papouasie-Nouvelle-Guinée | 20-18 | Coupe du monde | Talonneur  | 8 | - | 4 | - |
| 2.  | 16 février 1992  | Grande-Bretagne           | 12-30 | Test-match     | Remplaçant | - | - | - | - |
| 3.  | 7 mars 1992      | Grande-Bretagne           | 0-36  | Coupe du monde | Remplaçant | - | - | - | - |
| 4.  | 13 décembre 1992 | Pays de Galles            | 18-19 | Coupe d'Europe | Talonneur  | - | - | - | - |
| 5.  | 7 mars 1993      | Grande-Bretagne           | 6-48  | Test-match     | Talonneur  | - | - | - | - |
| 6.  | 2 avril 1993     | Grande-Bretagne           | 6-72  | Test-match     | Talonneur  | - | - | - | - |
| 7.  | 4 mars 1994      | Pays de Galles            | 12-13 | Test-match     | Talonneur  | 4 | - | 2 | - |
| 8.  | 20 mars 1994     | Grande-Bretagne           | 4-12  | Test-match     | Talonneur  | - | - | - | - |
| 9.  | 26 juin 1994     | Papouasie-Nouvelle-Guinée | 22-29 | Test-match     | Talonneur  | 6 | - | 3 | - |
| 10. | 6 juillet 1994   | Australie                 | 0-58  | Test-match     | Talonneur  | - | - | - | - |
| 11. | 9 juillet 1994   | Fidji                     | 12-20 | Test-match     | Talonneur  | 2 | - | 1 | - |
| 12. | 5 mars 1995      | Pays de Galles            | 10-22 | Coupe d'Europe | Talonneur  | - | - | - | - |
| 13. | 9 juin 1995      | Nouvelle-Zélande          | 6-22  | Test-match     | Talonneur  | - | - | - | - |
| 14. | 16 juin 1995     | Nouvelle-Zélande          | 16-16 | Test-match     | Talonneur  | - | - | - | - |
| 15. | 9 octobre 1995   | Pays de Galles            | 6-28  | Coupe du monde | Talonneur  | 4 | 1 | - | - |
| 16. | 12 octobre 1995  | Samoa                     | 10-56 | Coupe du monde | Talonneur  | - | - | - | - |
| 17. | 5 juin 1996      | Pays de Galles            | 14-34 | Coupe d'Europe | Talonneur  | 2 | - | 1 | - |
| 18. | 12 juin 1996     | Angleterre                | 6-73  | Coupe d'Europe | Talonneur  | 2 | - | 1 | - |
| 19. | 13 mai 1997      | Irlande                   | 30-30 | Test-match     | Talonneur  | - | - | - | - |